# Triozamia usambarensis
Triozamia usambarensis är en insektsart som beskrevs av Jennifer L. Hollis 1984. Triozamia usambarensis ingår i släktet Triozamia och familjen Homotomidae.
Artens utbredningsområde är Tanzania. Inga underarter finns listade i Catalogue of Life.